# NGC 6909
NGC 6909 é uma galáxia elíptica (E) localizada na direcção da constelação de Telescopium. Possui uma declinação de -47° 01' 38" e uma ascensão recta de 20 horas, 27 minutos e 38,8 segundos.
A galáxia NGC 6909 foi descoberta em 1 de Julho de 1834 por John Herschel.